# Operação O Quinto do Ouro
Operação O Quinto do Ouro é uma operação brasileira deflagrada pela Polícia Federal em 29 de março de 2017. Os alvos da operação foram cinco conselheiros do Tribunal de Contas do Estado do Rio de Janeiro (TCE-RJ), que foram presos, além do presidente da Assembleia Legislativa do Estado do Rio de Janeiro (Alerj), Jorge Picciani, que foi conduzido coercitivamente.
Cerca de 150 agentes federais cumpriram mais de 43 mandados no Rio de Janeiro e nas cidades de Duque de Caxias e São João de Meriti, na Baixada Fluminense.
O nome da operação é uma referência ao Quinto da Coroa, imposto cobrado por Portugal dos mineradores de ouro no período do Brasil Colônia.